# Rio Fortaleza
O rio Fortaleza é um curso de água que banha o estado do Paraná. Tem sua nascente na serra de Piraí, no município de Piraí do Sul e desagua no rio Iapó, já no município de Tibagi.